# 京都バス
京都バス株式会社（きょうとバス）は、京都府京都市右京区に本社を置く路線バス事業者である。略称は「京バス」。

## 会社概要
京福グループの京都におけるバス会社として京福電気鉄道の全額出資により1946年8月7日に設立された。現在では同社と共に京阪グループにも属している。路線は京都市北部を中心にして、一部滋賀県大津市（比叡山頂地区）・高島市（朽木地区）にも展開している。
同じく路線バスを運行している京都市営バス（京都市交通局）とは回数券とカードが共通利用できるほか、錦林出張所の業務を受託する関係にある。均一運賃区間や市営バス・地下鉄との乗継割引の拡大など、路線バスサービスの共通化が進められている。
花背線終点の「広河原」バス停は京都市最北端のバス停（京都市左京区）であり、比良線終点の「朽木学校前」バス停（滋賀県高島市）は、スルッとKANSAIカードを発行していた当時、同カードの使用エリア（鉄道・バスを含めて）の最北端であった。
なお、京阪グループのバス会社でありながら、江若交通とともに2018年まで発行していた京阪グループ共通バスカードは使用できなかった（使用可能会社は京阪バスおよび京都京阪バス・京阪京都交通のみ）。京阪バスの1日乗車券である京阪バスIC1dayチケットも利用できない。なお、PiTaPa・ICOCA・SuicaなどのIC乗車カードへは2015年11月1日より対応している。

### 社章
社章は、鞍馬電気鉄道より引き継がれた羽うちわのマークとなっている。京都バスは京阪グループではあるが、京福電気鉄道と共に京阪グループ共通ロゴは使用していない。車両側面には社章が描かれている。

## 沿革

### 前身
1921年6月、洛北自動車が創業。京都市上京区（現・北区）小山内河原町（北大路橋西詰）に本社・営業所を開設し、京都におけるバス会社として一・二の古い歴史を持っていた。開業当時は出町橋から三宅八幡宮と大原村へ運行していたが、年々路線を拡張して一時は洛北におけるバス交通を独占した。
しかし1925年、京都電燈直営の（旧）叡山電鉄、1928年傍系の鞍馬電気鉄道（現・叡山電鉄鞍馬線）の開通により両者間の競合が激化したあおりで経営不振となり、鞍馬電鉄との間に猛烈な乗客争奪合戦を繰り広げたが、これが諸般の弊害を生じる結果となり、1930年に鞍馬電鉄に買収され、京都電燈の傍系会社となった。1933年には京都市電北大路橋電停を起点として雲ケ畑に至る雲ケ畑バス株式会社も合併し、洛北を走る交通機関の調整を見るに至った。
一方の嵐山方面は嵐山自動車商会が創業し、京都市内の千本丸太町から太秦経由・嵐山渡月橋に至る営業路線を運行してきたが、次第に京都電燈直営の嵐山電鉄との競合による弊害が生じはじめ、おなじく京都電燈が買収することになり、1938年、嵐山バスが設立された。
その後、満州事変・第二次世界大戦と戦局は次第に深刻な様相を見せはじめ、統制経済の一環として電力国家管理が実施され、京都電燈は、発送電部門を日本発送電に、配電部門を関西配電・北陸配電にそれぞれ出資し、1942年4月をもって解散した。残る電鉄部門は同年京福電気鉄道として新発足し、越前、嵐山、叡山の3電鉄を直営し、傍系には三国芦原電鉄、永平寺鉄道、丸岡鉄道、愛宕山鉄道、鞍馬電鉄および系列のバス事業などを擁していた。
当時はまだ戦時中の自動車用ガソリン配給停止が続いており、いわゆる代用品時代で木炭車や電気自動車が代燃車として運行されていたが、いずれもガソリン車に比べて著しく力が劣っており、木炭車主体の鞍馬自動車は鞍馬以北の路線を停止してどうにか営業を続けていた。電気自動車を主力としていた嵐山バスは蓄電能力の関係から全線運行不可能の事態に追い込まれ、両者とも独立しての運行には幾多の障害が生じてきた。そこで抜本的対策として京福電鉄全額出資による京都バスが1946年8月7日に誕生した。

### 京都バス誕生後
京都バスは合併前の両社からそれぞれ洛北・洛西の郊外バスとしての性格を受けついで発足し、事業規模も従業員27人、車両数14台という小規模な企業体であったが、戦後資材・燃料などの事情も好転してきたのに伴い、合併前に休止していた路線も徐々に復活していった。
戦前より旧京都市内の交通は主として市交通局の市電・市営バスが担当し、郊外路線は民間バス会社が受け持つといった形態で運行されており、利用客からは乗り換えなしに直通する運行の希望が強かったので、発足当初からの課題は企業規模の拡大と市内部への進出、特に主要ターミナルへの乗り入れ実現にあった。
そこで行政官庁や関係各機関に働きかけ続けた結果、京都市との相互乗り入れ協定を締結し、1950年に雲ケ畑・上黒田・大原・途中の各線が三条京阪まで乗り入れ、続いて1952年に大原・途中の各線は四条大宮まで、1953年に嵐山方面から三条京阪、雲ケ畑・上黒田の各線も四条大宮まで乗り入れ、翌年には嵐山方面から京都駅までの乗り入れが実現した。
これにより市中心部への進出は達成されて利用客にとっての不満も解消したかに見えたが、相互乗り入れは実現したものの、既存路線から乗り入れ可能となった路線の停留所での乗り降りについて、「降車はできるが乗車できない」、逆に都心部から郊外へ向けては「乗車は自由だが降車は禁止」という、いわゆる「クローズド・ドア制」の制約を受けていた。
その後、旅客数の増加や路線の拡充延長が進むにつれて、この制約が運営面に及ぼす影響は一層強まり、完全なオープンド・ドア制の確立を目指して京都市と交渉を続けた結果、1972年に市交通局との間に待望のクローズド・ドア制撤廃に関する覚書を交換する運びとなり、永年の懸念であったオープンド・ドア制への移行がようやく実現した。
1949年ごろから好転し始めた石油事情は代燃車からガソリン車への転換を可能とし、全国的に貸切部門開設の申請が相次いたが、京都バスも1950年、新規免許申請に踏み切り、11月に一般貸切旅客自動車運送事業を営業開始した。

### 高度経済成長期から平成までの状況
観光受け入れ都市としては日本随一である京都市であるが、市内から他地方へ観光旅行へ出かける人員には限度があり、また観光シーズンとシーズンオフの変動の激しさや、他府県からの直通観光バスやマイカーの流入、市内よりのマイカーによる流出など運営に関する諸種の障害が表れ始め、稼働率の低下や収益率の伸び悩みが経営を圧迫して貸切部門の存続を許容しがたくなった。このため1968年、東京に本社がある国際自動車との間に営業譲渡契約を締結し、18年間に渡って営業を続けてきた貸切部門を廃止した。
その後、時を経て貸切事業へ再進出することとなり、2001年に大型貸切旅客自動車運送事業免許を取得し、この免許を生かして契約輸送も開始し、2001年からのマイクロバスによる京都産業大学の二軒茶屋シャトルバスを皮切りに、同8月からの川島織物セルコンの社員輸送、同12月からのイズミヤ（カナート洛北）など、シャトルバス運行を開始した。また、2003年には34年ぶりに大型貸切車が導入、2005年にはフルサイズ（12mクラス）のハイデッカー観光車が導入された。
一方、全国的なモータリゼーションの波は、京都市においても自家用車、ミニバイク、自転車などの激増をもたらし、1981年の京都市営地下鉄烏丸線開業など旅客の交通手段が多様化し、乗客のバス離れ現象が顕著になってきている。加えて沿線人口の減少傾向と住民の高齢化など輸送需要の低下が進んできた中、1989年の京阪電鉄鴨東線開業や1997年の地下鉄烏丸線の全通（北山駅 - 国際会館駅間延伸）、JR山陰本線（嵯峨野線）の円町駅開業や電化・京都駅 - 園部駅間の完全複線化などで、通勤・通学客が所要時間の短縮や他の交通機関との接続等の利便性から電車利用へ移行する結果となり、旅客輸送人員は1975年（昭和50年）度をピークに年々減少の一途をたどっている。
この危機的な状況に対処する為に、1992年に路線の再編成（鉄道の白紙ダイヤ改正に相当。これは1997年の地下鉄烏丸線全通時にも京都市営バスから左京区北部の路線の大半を移管するにあたっても行われている）や、輸送需要に応じて柔軟な車両変更（大型バスから中型バス、更には小型バス化）や路線変更などのダイヤ改正を行いながら過疎地域路線を維持しつつ、1993年の京福電気鉄道・京阪電気鉄道支援による増資、「花背山の家」特定輸送の開始（1993年。この特定輸送の一部路線は宇治市内まで来ている）、「北山三角点トレック」ツアーの実施（1998年より）など、増収・事業の多角化を進めている。2004年4月1日、京阪電気鉄道の完全子会社として設立された京阪バスシステムズに参加、京阪グループ入りした。
2014年3月に京都市営バスと合わせて嵯峨地区の均一運賃区間拡大と共に、従来の「市バス専用1日乗車券」を「市バス・京都バス1日乗車券」（2018年にバス一日券に改称）に改めて観光客の利便性を向上させた。この施策は2016年3月にも修学院・岩倉（一部区間のみ）地区で、2019年3月には岩倉北部･市原地区でも実施された他、2019年3月には京都市交通局が発行している「トラフィカ京カード」の受け入れを開始している。
このようにバス事業は順調である一方で、1966年に設立した京都バスの子会社であった京都バスタクシーを2017年3月21日の営業を最後に終了し、同月に会社も解散した。

## 営業所
- 嵐山営業所 京都市右京区嵯峨明星町1-1 （本社所在地）[6]
  - 所管系統…比叡山線、花園線、京都駅線、五条線、嵐山高雄線
- 高野営業所 京都市左京区高野竹屋町5
  - 所管系統…比良線、大原線、小出石線、白川線、岩倉線、岩倉新線、岩倉東線、幡枝線、高野岩倉出入庫線、花背線、貴船線、大原鞍馬線 、静市線、西賀茂線、産大線、産大北山線、産大国際線

## 車両

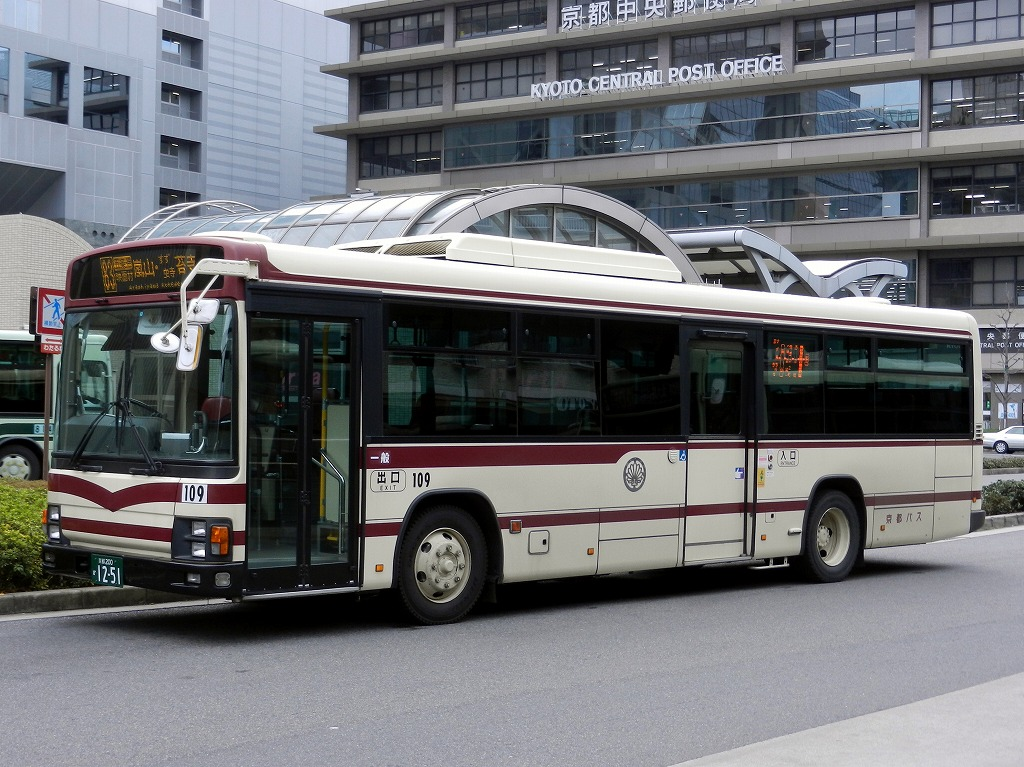
一般路線バス車両

かつては近畿地区の路線バス事業者としては珍しく富士重工業製車体のバスを導入しており、日産ディーゼル（現 UDトラックス）車以外もほぼ全車を富士重工製車体で導入していた。1998年、富士重工の日野製シャーシへのバス車体架装終了に伴い、日野車は純正車体（日野車体製）での導入となった。2000年頃から、いすゞ車も純正車体（いすゞバス製造製）での導入となった。また2003年から、富士重工のバス車体製造終了に伴い、日産ディーゼル車は西日本車体工業製の車体での導入となった。
バス会社としては珍しく路線バスの車両概要を営業所別のWebページで行っていたこともあった。
2001年3月、嵐山営業所でワンステップ大型車1両とノンステップ中型車2両の新造車を導入した。大型車は日野ブルーリボンシティ・ワンステップ、中型車は日野レインボーHR・ノンステップで、特に中型車は京都バス初のノンステップバスである。これらの車種はいずれも京都市内初で、中型車は床面高300mmと乗降性に優れ、ワンステップ大型車と共に当時の低公害車指定制度の基準に適合していた。また、車椅子での乗降が可能で、固定スペースも確保しているなど、同年春から施行された交通バリアフリー法基準にも適合している。
2002年度に導入した日野・セレガR-FCは、京都バスでは1969年4月の観光バス部門譲渡以来の大型 (9m) 観光車で、従来の京都バスカラーのイメージを打ち破るスモークオレンジで登場した。外装はボディー4面に「KYOTO BUS」のローマ字表記のロゴと、赤・水色・橙・黄の4色のストライプが配置されている。内装は、濃青を基調にボディストライプと似た柄がプリントされた座席生地である。設備面では、正シート28席のうち後部2列は回転し、サロンとして使用できるほか、サブエンジン式フルオートエアコン、天井埋め込み式液晶モニターテレビ、シンセサイザーカラオケ、観光ガイド機能付きナビゲーションシステムなどを装備している。高野営業所では、2年ぶりの新車となる日産ディーゼルの大型 (10.5m) 路線車を導入した。富士重工製新7Eボディのため、7Eボディと外観に差異が見られる。なお、高野営業所では初めての車椅子対応車となった。いすゞエルガLVも、2000年度に導入した全長9mのいすゞエルガLTとは異なり、10.5mのフルサイズで導入した。日産ディーゼル車と同じく車椅子対応である。加えて2001年度に続いて日野レインボーHRを2両導入した。この車両は高野営業所管轄の狭隘路線で使用するため、全長7mである。
2003年度は、2002年度に引き続き日産ディーゼルUAワンステップを導入したが、上記の通り富士重工がバス車体製造を終了したため、1974年3月廃車分から実に30年ぶりとなる西日本車体工業製のボディーとなった。また、日野ブルーリボンシティ・ワンステップ2両といすゞ・エルガLV1両も導入している。
2004年度は、日野ブルーリボンシティ・ワンステップ7両といすゞエルガLV3両を導入した。2003年度導入車とほぼ同じ仕様だが、京都バスで初のLED式行先表示器を装備したほか、マーカーランプの廃止や降車合図ボタンの変更、車内握り棒のデザイン変更などが施されている。また、京都バスでは初の大型フルサイズ (12m) ハイデッカー観光車である日野セレガR-FDを導入した。ボディーデザインは2002年導入の中型サロンカーを踏襲しているが、定員は60席（補助席込み）となり、前後2か所の液晶モニターテレビ、シンセサイザーカラオケなどを装備している。さらに日野メルファ7も2両導入し、うち1両は山間部のメロディーバス用のマイクを備えている。2005年度も、例年通り日野ブルーリボンシティ・ワンステップ1両といすゞエルガLV2両を導入しほか、2003年度に引き続き日産ディーゼルUAワンステップ3両を導入した。なお、本年度の新車から座席生地が京阪バスと共通の新デザインとなった。2006年度は、高野営業所は例年通りいすゞエルガLV5両を導入、嵐山営業所は日野ブルーリボンII6両を導入した。また本年度導入車から新短期排出ガス規制車となり、排出ガス規制に対応したエンジンである。
2019年度は1960年代以来三菱ふそう製を採用した。エアロスターMPを2台採用した。
2006年3月現在、高野営業所には67両配置されている。 内訳は大型車が45両（日産ディーゼル33両・いすゞ12両・三菱ふそう1両）、中型車が11両（いすゞ大型短尺7両・日野HR 9m2両・同HR 7m2両）、マイクロバスが11両（全て日野車、うち5両は貸切・路線兼用車)である。
高野営業所管轄には朽木・花背など北山の山間部の路線もあり、19・32系統などで中型車が、33・29・46系統などでマイクロバスが使用されている。
32系統の鞍馬温泉～広河原間（過去には37系統の柊野～岩屋橋間）では、メロディーを鳴らして走行している。グリーンスリーブス、アニーローリーの2曲が上下別で使用されている。
また、嵐山営業所には67両配置されている。内訳は大型路線車が48両（日野47両、日産ディーゼル1両、三菱ふそう1両）、特定（花背山の家）の中型車（大型の9.5m尺）が7両（全ていすゞ車）、貸切車が5両（日野セレガR 9.5m1両、同セレガR FD1両、日産ディーゼル大型車3両）、マイクロバスが2両（全て日野車）、京都産業大学シャトルバス専用車が3両（日野車2両、三菱車1両）、教習車が2両（日野車、日産ディーゼル大型車、各1両）である。
1999年以降、ワンステップバスを導入している。1996年、マイクロバスで貸切バス事業を開始した。1996年導入車は、2両が貸切専用車、3両が貸切・路線兼用車である。その後、2000年には1984年導入の路線・特定兼用車だった大型車3両が貸切登録となった。これ以外にも、京都産業大学シャトルバスを貸切輸送で運行している他、一般路線車が路線貸切に充当されるケースがある。
1984年に導入された日産ディーゼルの55号車は25年に渡る活躍を経た後、「バスコレクション」などで知られるトミーテックが動態保存している。
関西の交通機関各社ではかつてはよく見られた、ドアに指を挟むことを意味する『指詰め』という表現を未だ使用しており、ドアには『指づめにご注意』というステッカーが貼られている。

## 路線系統
系統番号のつく系統のほか、出入庫の際の系統がある（庫系統）。また、免許維持を目的として例年の春分の日に1本のみ運転される路線が複数存在する。
高野営業所管轄
一般路線
- 10系統：出町柳駅前 ⇔ 朽木学校前（3月16日から12月15日までの土曜・休日と8月14・15・16日に1往復運行）
- 15系統：京都駅前 ⇒ 高野車庫（休日のみ1本運行）
- 特16系統：四条河原町 ⇔ 国際会館駅前 ⇔ 大原（早朝・夜間のみ運行）
- 17系統：京都駅前 ⇔ 大原
- 特17系統：京都駅前 ⇔ 国際会館駅前 ⇔ 大原
- 18系統：大原 ⇒ 京都駅前（東山通経由、休日のみ1本運行）
- 19系統：国際会館駅前 ⇔ 大原（大原発については、朝1本のみ小出石始発）
- 19系統：国際会館駅前 ⇒ 大原 ⇒ 小出石 ⇒ 大原（大原 ⇒ 小出石 ⇒ 大原は、午前は大原バイパス経由 - 古知谷経由、午後は古知谷経由 - 大原バイパス経由。大原 - 古知谷 - 小出石は自由乗降区間）
- 24系統：国際会館駅前 ⇔ 岩倉実相院
- 26系統：国際会館駅前 ⇔ 岩倉村松
- 29系統：岩倉村松 ⇒ 国際会館駅前（長谷八幡宮・岩倉下在地町経由、春分の日のみ運行・2025年3月1日から休止）
- 30系統：京都産業大学前 ⇒ 出町柳駅前（植物園北門前経由、春分の日のみ運行）

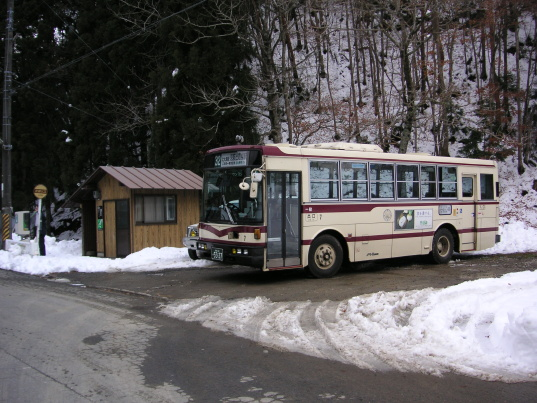
京都市最北のバス停、広河原バス停

- 32系統：出町柳駅前 ⇔ 広河原（鞍馬温泉 ⇔ 広河原 自由乗降区間）
- 33系統：貴船 ⇔ 貴船口駅前
- 特33系統：貴船口 ⇒ 貴船（朝に1本運行）
- 34系統：出町柳駅前 ⇔ 静原・城山（平日朝のみ運行。出町柳駅前発の一部便は川島織物セルコン経由、静原・城山発は北大路バスターミナル経由）
- 34系統：北大路バスターミナル ⇔ 静原・城山（静原・城山発の平日一部便は川島織物セルコン経由）
- 35系統：北大路バスターミナル ⇔ 市原（市原発の平日一部便は川島織物セルコン経由）
- 快速35系統：出町柳駅前 ⇔ 京都産業大学前（平日の産大開校日のみ運行。出町柳駅前発は北大路駅前・北大路堀川経由、京都産業大学前発は北大路堀川・北大路バスターミナル経由）
- 36系統：出町柳駅前 ⇔ 京都産業大学前（平日の産大開校日のみ運行）
- 直行36系統：出町柳駅前 ⇒ 京都産業大学前（ノンストップ、平日の産大開校日のみ運行）
- 40系統：国際会館駅前 ⇔ 京都産業大学前
- 40系統：市原 ⇒ 京都産業大学前 ⇒ 国際会館駅前（午後のみ運行）
- 特40系統：国際会館駅前 ⇔ 京都産業大学前（西幡枝経由）
- 直行40系統：国際会館駅前 ⇔ 京都産業大学前（ノンストップ、平日の産大開校日のみ運行）
- 41系統：岩倉村松 ⇔ 四条河原町（往路:河原町通経由/ 復路:川端通経由）
- 43系統：四条河原町 ⇒ 岩倉村松（河原町通経由）
- 46系統：国際会館駅前 ⇒ 烏丸北大路（春分の日のみ運行・2025年3月1日から休止）
- 50系統：国際会館駅前 ⇔ 市原
- 52系統：国際会館駅前 ⇔ 鞍馬・鞍馬温泉（市原・貴船口経由）
- 52系統：国際会館駅前 ⇔ 貴船口（二ノ瀬トンネル経由。国際会館駅前発については、土曜1本のみ上高野始発）
- 54系統：国際会館駅前 ⇔ 静原・城山（市原経由、土休日のみ運行）
- 特54系統：国際会館駅前 ⇔ 静原・城山（市原・貴船口経由、土休日のみ運行）
- 95系統：大原 ⇒ 鞍馬（春分の日のみ運行）[9]
- 北3系統：北大路バスターミナル ⇔ 京都産大前（加茂街道経由、平日の産大開校日のみ、京都市バスとの共同運行）

庫系統

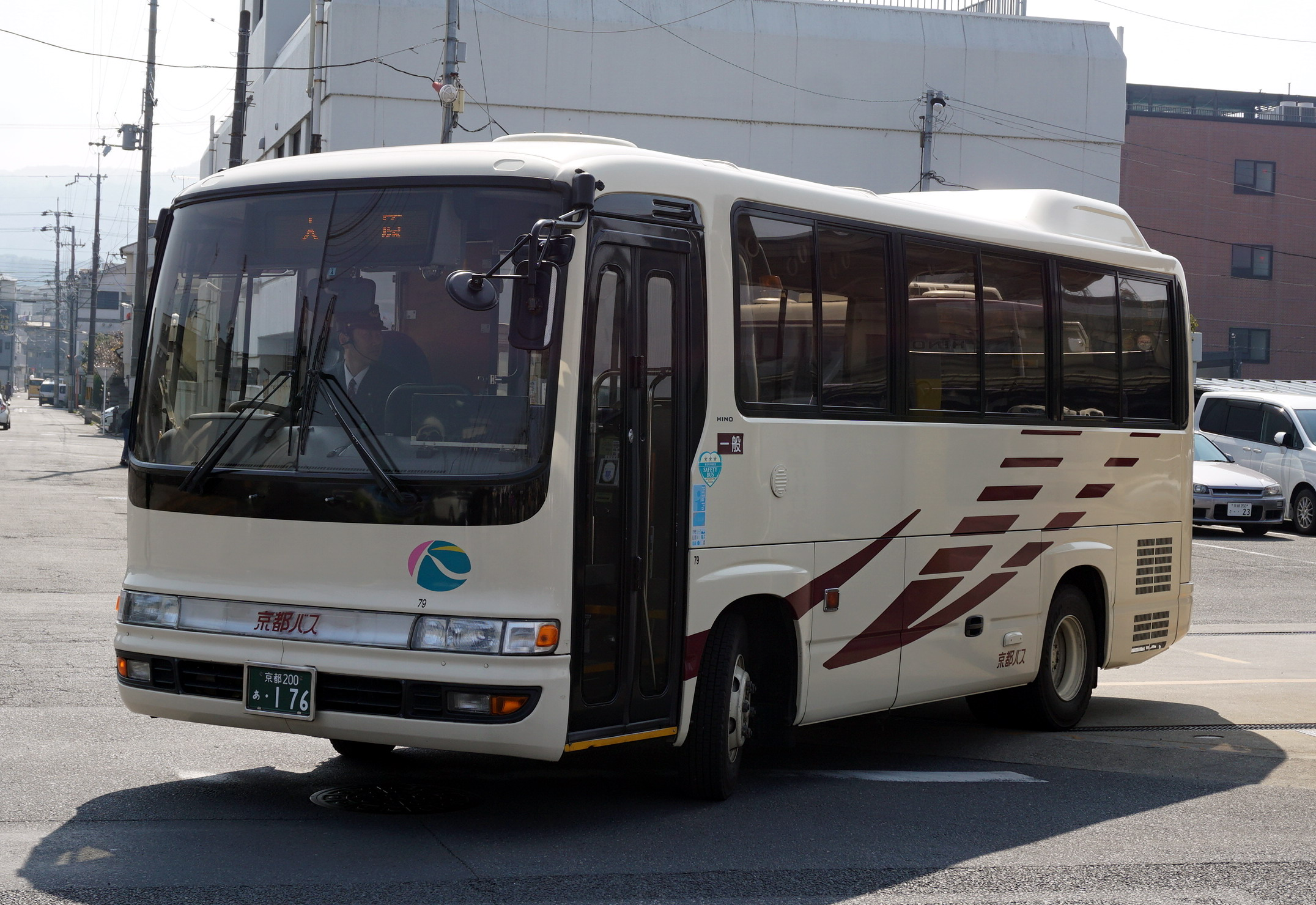

- 三条京阪 ⇒ 出町柳駅前 (京都市役所前・京大病院前・京大正門前・百万遍のみ停車、土曜のみ1本運行)
- 高野車庫 ⇒ 大原（修学院道・修学院離宮道経由、早朝に1本運行）
- 高野車庫 ⇒ 大原（一乗寺下り松町経由、春分の日のみ運行・2025年3月1日から休止）
- 市原 ⇒ 高野車庫（東北部クリーンセンター・柊野経由、春分の日のみ運行）
- 国際会館駅前 ⇔ 高野車庫（宝ヶ池球技場前・左京区総合庁舎･京都工芸繊維大学前経由、休日のみ1往復運行）
- 高野車庫 ⇒ 国際会館駅前（修学院駅前・深泥池経由、春分の日のみ運行・2025年3月1日から休止）
- 国際会館駅前 ⇒ 岩倉村松（岩倉下在地町経由、平日早朝に1本運行）

嵐山営業所管轄
一般路線
- 51系統：京都駅前 ⇔ 比叡山頂（延暦寺バスセンター経由、冬季運休）
- 62系統：四条河原町 ⇔ 清滝（朝のみ運行、四条河原町 ⇒ 有栖川は平日1本のみ）
- 63系統：四条河原町 ⇔ 苔寺・すず虫寺
- 65系統：四条河原町 ⇔ 有栖川
- 66系統：四条河原町 ⇔ 阪急嵐山駅
- 72系統：清滝 ⇒ 京都駅前（平日・土曜朝に1本運行）
- 快速72系統：清滝 ⇒ 京都駅前（平日朝に1本運行）
- 73系統：京都駅前 ⇔ 苔寺・すず虫寺
- 快速73系統：苔寺・すず虫寺 ⇒ 京都駅前（平日朝に1本運行）
- 75系統：京都駅前 ⇔ 有栖川（有栖川発は平日早朝1本のみ）
- 76系統：京都駅前 ⇔ 阪急嵐山駅
- 81系統：有栖川 ⇒ 京都駅前（角倉町・新丸太町通・五条通経由、休日のみ1本運行）
- 83系統：京都駅前 ⇒ 苔寺・すず虫寺（五条通経由、平日のみ運行）
- 86系統：京都駅前 ⇒ 岡崎公園 ⇒ 三条京阪前 ⇒ 祇園 ⇒ 京都駅前（京都市バスとの共同運行）
- 90系統：西山高雄 ⇒ 阪急嵐山駅前（春分の日のみ運行）
- 92系統：阪急嵐山駅前 ⇔ 清滝
- 94系統：阪急嵐山駅前 ⇔ 大覚寺 ⇔ 清滝

庫系統
- 臨丸太町系統：嵯峨瀬戸川町 →　川端丸太町・河原町丸太町　→　嵯峨瀬戸川町
- 臨東山系統：京都駅前 ⇔ 高野橋東詰

- 苔寺・すず虫寺 ⇒ 有栖川（嵯峨美術大学前経由、土曜夜に1本運行）

その他
- 京都産業大学上賀茂シャトル（嵐山）、京都産業大学二軒茶屋シャトル（高野）も京都バスが運行。2009年10月には京阪宇治バスエリアへの応援でアジアパシフィック・パナソニックオープン2009の輸送も城陽市内で担当した。